# Iopydol
Iopydol là một hợp chất hóa học được sử dụng làm thuốc cản quang.